# Mitologia greco-romana

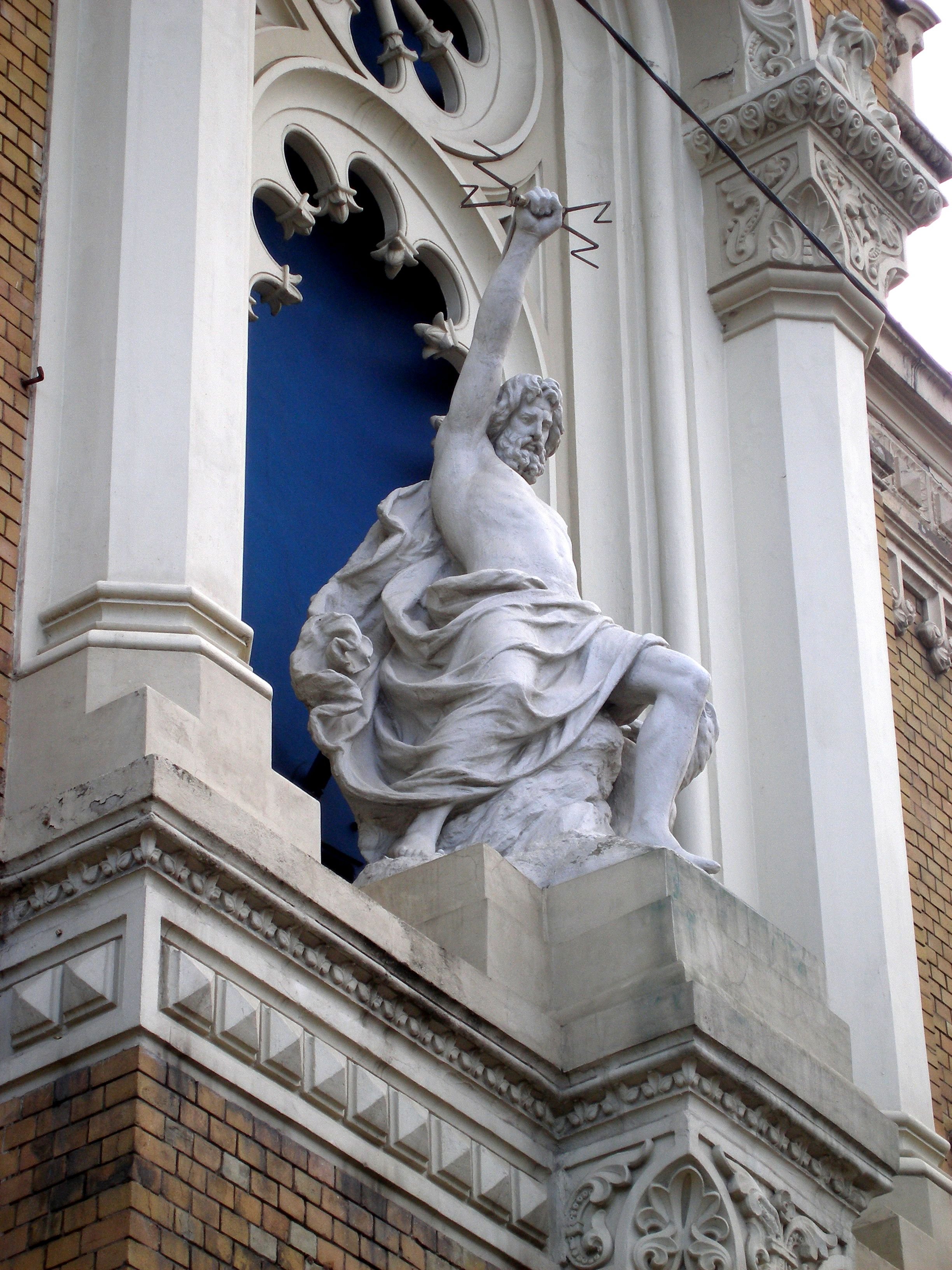
A cultura greco-romana teve grande importância na formação do Mundo ocidental

Os gregos e os romanos construíram diversos templos para seus deuses, locais em que faziam orações e rituais, entre que se incluíam sacrifícios de animais. Os deuses gregos eram semelhantes aos deuses romanos. Mas alguns deuses romanos possuem diferença significativas com relação aos deuses gregos. Na religião grega, os nomes são em grego. Na religião romana, os nomes são em latim.

## Lista de deuses gregos

### Primeira Geração
- Caos
- Urano
- Gaia

- Nix
- Érebo

- Ponto
- Óreas
- Hemera
- Éter
- Tártaro
- Hipnos
- Tânatos
- Oniro

### Segunda Geração, filhos de Urano (Céu) e Gaia (Terra)
- Afrodite
- Titãs
  - Oceano
  - Céos
  - Crio
  - Hiperião
  - Jápeto
  - Cronos
  - Teia
  - Reia
  - Têmis
  - Mnemósine
  - Febe
  - Tétis
- Hecatônquiros
  - Briareu
  - Coto
  - Gias
- Ciclopes
  - Arges
  - Brontes
  - Estéropes

### Terceira Geração (Filhos de Cronos e Reia)
- Zeus
- Hera
- Hades
- Héstia
- Deméter
- Poseidon

### Quarta Geração (Filhos de Zeus com Hera e com outras deusas e mortais)
- Apolo
- Ares
- Ártemis
- Atena
- Hermes
- Hefesto
- Dionísio
- Héracles
- Hebe
- Perséfone
- Hécate
- Kairós
- Perseu
- Afrodite

### Outros deuses
- Hélio
- Selene
- Eos
- Eros
- Zéfiro
- Eurus
- Nereu
- Ninfas
- Perséfone
- Anfitrite
- Íris
- Morfeu
- Quíron

## Lista de deuses romanos (e seus correspondentes deuses gregos)
- Saturno (Cronos)
- Júpiter (Zeus)
- Juno (Hera)
- Plutão (Hades)
- Netuno (Poseidon)
- Vesta (Héstia)
- Ceres (Deméter)
- Febo (Apolo)
- Marte (Ares)
- Diana (Ártemis)
- Mercúrio (Hermes)
- Vulcano (Hefesto)
- Lucina (Ilítia)
- Minerva (Atena)
- Baco (Dionísio)
- Vênus (Afrodite)
- Cupido (Eros)
- Hércules (Héracles)
- Latona (Leto)
- Somno (Hipnos)
- Mors (Tânatos)
- Áquilo (Bóreas)
- Juventas (Hebe)
- Invidia (Nêmesis)
- Terra (Gaia)
- Proserpina (Perséfone)